# Île Oukatny
Oukatny ou Oukatnyy est une île sablonneuse inhabitée au nord de la mer Caspienne, dans la région du delta de la Volga, à la frontière du Kazakhstan et de la Russie.

## Géographie
L'île est située à l'extrémité orientale des embouchures de la Volga, à 20 km au sud du point où la frontière entre le Kazakhstan (oblys d'Atyraou) et la Russie (oblast d'Astrakhan) borde la mer Caspienne.
L'île Oukatny est marécageuse. Elle a une longueur de 6,2 km, une largeur maximale de 4,3 km et une superficie de 14,9 km2.
Dans les années 1990, l'île a fait l'objet d'un différend frontalier entre le Kazakhstan et la Russie,.
Selon la Russie, cette île appartient administrativement à l'oblast d'Astrakhan de la fédération de Russie, mais le Kazakhstan avait supposé que l'île faisait partie de son territoire historique et l'incluait dans l'oblys d'Atyraou, malgré la signature d'un accord sur la délimitation de la frontière en 2005.
Les autres îles contestées près d'Oukatny sont les suivantes :
- Zhestky (Ostrov Zhestky) (45° 54′ N, 49° 24′ E), située à environ 8 km à l'ouest-sud-ouest de la pointe sud d'Oukatny ;
- Maly Jemtchoujny (45° 02′ 55,9″ N, 48° 18′ 36,36″ E), plus un banc de sable qu'une véritable île[7].

## Faune et flore
L'île est située dans des eaux peu profondes, couvertes de quenouilles et de roseaux, possède de nombreuses lagunes calmes, et constitue donc un excellent lieu de repos pour la sauvagine : pélicans, cormorans, hérons, canards, cygnes, foulques, etc.

## Pétrole
Elle se trouve dans une zone de production de pétrole et gaz naturel offshore, à côté du champ de Zhambyl dans le cadre de la structure de Kurmangazy.